# Lista de prêmios e indicações recebidos por Fernanda Torres
Fernanda Torres é uma atriz e roteirista brasileira que recebeu vários prêmios e nomeações, incluindo um Globo de Ouro, um Palma de Ouro, um Satellite Awards, um Prêmio Platino e uma indicação como melhor atriz no Oscar.

## Principais cerimônias

### Oscar
| Ano  | Categoria    | Recipiente(s)    | Resultado | Ref.  |
| ---- | ------------ | ---------------- | --------- | ----- |
| 2025 | Melhor Atriz | Ainda Estou Aqui | Indicada  | [ 1 ] |

### Prêmios Globo de Ouro
| Ano  | Categoria                      | Recipiente(s)    | Resultado | Ref.  |
| ---- | ------------------------------ | ---------------- | --------- | ----- |
| 2025 | Melhor Atriz em Cinema – Drama | Ainda Estou Aqui | Venceu    | [ 2 ] |

### Festival de Cinema de Cannes
| Ano  | Categoria                        | Recipiente(s)          | Resultado | Ref.  |
| ---- | -------------------------------- | ---------------------- | --------- | ----- |
| 1986 | Prêmio de Interpretação Feminina | Eu Sei que Vou Te Amar | Venceu    | [ 3 ] |

### Festival Internacional de Cinema de Santa Bárbara
| Ano  | Categoria        | Recipiente(s)    | Resultado | Ref.        |
| ---- | ---------------- | ---------------- | --------- | ----------- |
| 2025 | Prêmio Virtuosos | Ainda Estou Aqui | Honrada   | [ 4 ] [ 5 ] |

### Prêmios Satellite
| Ano  | Categoria                      | Recipiente(s)    | Resultado | Ref.  |
| ---- | ------------------------------ | ---------------- | --------- | ----- |
| 2025 | Melhor Atriz em Cinema – Drama | Ainda Estou Aqui | Venceu    | [ 6 ] |

### Prêmio Grande Otelo do Cinema Brasileiro
| Ano  | Categoria                | Recipiente(s)      | Resultado | Ref.  |
| ---- | ------------------------ | ------------------ | --------- | ----- |
| 2000 | Melhor Atriz             | O Primeiro Dia     | Indicada  |       |
| 2000 | Melhor Atriz             | Traição            | Indicada  |       |
| 2001 | Melhor Atriz             | Gêmeas             | Indicada  |       |
| 2005 | Melhor Roteiro Original  | Redentor           | Indicada  | [ 7 ] |
| 2007 | Melhor Atriz             | Casa de Areia      | Indicada  |       |
| 2010 | Melhor Atriz Coadjuvante | A Mulher Invisível | Indicada  | [ 8 ] |
| 2025 | Melhor Atriz             | Ainda Estou Aqui   | Venceu    | [ 9 ] |

### Prêmio APCA
| Ano  | Categoria             | Recipiente(s)    | Resultado | Ref.   |
| ---- | --------------------- | ---------------- | --------- | ------ |
| 2000 | Melhor Atriz – Cinema | O Primeiro Dia   | Venceu    | [ 10 ] |
| 2023 | Melhor Serie Ficção   | Fim              | Indicada  | [ 11 ] |
| 2024 | Melhor Atriz – Cinema | Ainda Estou Aqui | Venceu    | [ 12 ] |

### Prêmio Platino
| Ano  | Categoria                        | Recipiente(s)    | Resultado | Ref.                 |
| ---- | -------------------------------- | ---------------- | --------- | -------------------- |
| 2025 | Melhor Atriz                     | Ainda Estou Aqui | Venceu    | [ 13 ] [ 14 ] [ 15 ] |
| 2025 | Melhor Atriz (Prêmio do Público) | Ainda Estou Aqui | Indicada  | [ 13 ] [ 14 ] [ 15 ] |

## Outros prêmios e nomeações

### Associação de Críticos de Cinema de Los Angeles
| Ano  | Categoria                       | Recipiente(s)    | Resultado | Ref.   |
| ---- | ------------------------------- | ---------------- | --------- | ------ |
| 2024 | Melhor Performance Protagonista | Ainda Estou Aqui | 2º lugar  | [ 16 ] |

### Blockbuster Entertainment Awards
| Ano  | Categoria                                          | Recipiente(s)       | Resultado | Ref.   |
| ---- | -------------------------------------------------- | ------------------- | --------- | ------ |
| 2005 | Melhor Atriz de Comédia                            | Os Normais: O Filme | Venceu    | [ 17 ] |
| 2005 | Melhor Beijo (com Luiz Fernando Guimarães)         | Os Normais: O Filme | Indicada  | [ 17 ] |
| 2005 | Melhor Par Romântico (com Luiz Fernando Guimarães) | Os Normais: O Filme | Indicada  | [ 17 ] |

### Brazil Online Film Award
| Ano  | Categoria    | Recipiente(s)    | Resultado | Ref.   |
| ---- | ------------ | ---------------- | --------- | ------ |
| 2025 | Melhor Atriz | Ainda Estou Aqui | Venceu    | [ 18 ] |

### Critics Choice Awards Celebration of Cinema & Television
| Ano  | Categoria                           | Recipiente(s)    | Resultado | Ref.          |
| ---- | ----------------------------------- | ---------------- | --------- | ------------- |
| 2024 | Melhor Atriz em Filme Internacional | Ainda Estou Aqui | Honrada   | [ 19 ] [ 20 ] |

### DiscussingFilm Critic Awards
| Ano  | Categoria    | Recipiente(s)    | Resultado | Ref.   |
| ---- | ------------ | ---------------- | --------- | ------ |
| 2024 | Melhor Atriz | Ainda Estou Aqui | Indicada  | [ 21 ] |

### Festival de Cinema de Brasília
| Ano  | Categoria    | Recipiente(s) | Resultado | Ref.   |
| ---- | ------------ | ------------- | --------- | ------ |
| 1999 | Melhor Atriz | Gêmeas        | Venceu    | [ 10 ] |

### Festival de Cinema de Gramado
| Ano  | Categoria    | Recipiente(s)   | Resultado | Ref.   |
| ---- | ------------ | --------------- | --------- | ------ |
| 1985 | Melhor Atriz | A Marvada Carne | Venceu    | [ 22 ] |

### Festival Internacional de Cinema da Índia
| Ano  | Prêmio         | Categoria    | Recipiente(s)          | Resultado | Ref.   |
| ---- | -------------- | ------------ | ---------------------- | --------- | ------ |
| 1987 | Pavão de Prata | Melhor Atriz | Eu Sei que Vou Te Amar | Venceu    | [ 23 ] |

### Festival Internacional de Cinema de Guadalajara
| Ano  | Categoria    | Recipiente(s) | Resultado | Ref.   |
| ---- | ------------ | ------------- | --------- | ------ |
| 2006 | Melhor Atriz | Casa de Areia | Venceu    | [ 10 ] |

### Gold Derby Awards
| Ano  | Categoria    | Recipiente(s)    | Resultado | Ref.   |
| ---- | ------------ | ---------------- | --------- | ------ |
| 2025 | Melhor Atriz | Ainda Estou Aqui | Venceu    | [ 24 ] |

### Greater Western New York Film Critics Association
| Ano  | Categoria    | Recipiente(s)    | Resultado | Ref.   |
| ---- | ------------ | ---------------- | --------- | ------ |
| 2024 | Melhor Atriz | Ainda Estou Aqui | Indicada  | [ 25 ] |

### IndieWire Critics Poll
| Ano  | Categoria          | Recipiente(s)    | Resultado | Ref.   |
| ---- | ------------------ | ---------------- | --------- | ------ |
| 2024 | Melhor Performance | Ainda Estou Aqui | Indicada  | [ 26 ] |

### International Cinephile Society Awards
| Ano  | Categoria    | Recipiente(s)    | Resultado | Ref.   |
| ---- | ------------ | ---------------- | --------- | ------ |
| 2025 | Melhor Atriz | Ainda Estou Aqui | Indicada  | [ 27 ] |

### International Film Society Critics Awards
| Ano  | Categoria    | Recipiente(s)    | Resultado | Ref.          |
| ---- | ------------ | ---------------- | --------- | ------------- |
| 2025 | Melhor Atriz | Ainda Estou Aqui | 2.º Lugar | [ 28 ] [ 29 ] |

### Latino Entertainment Journalists’ Film Awards
| Ano  | Categoria    | Recipiente(s)    | Resultado | Ref.   |
| ---- | ------------ | ---------------- | --------- | ------ |
| 2025 | Melhor Atriz | Ainda Estou Aqui | Venceu    | [ 30 ] |

### Melhores do Ano
| Ano  | Categoria                                    | Recipiente(s)  | Resultado | Ref.   |
| ---- | -------------------------------------------- | -------------- | --------- | ------ |
| 2011 | Comédia (com Andréa Beltrão)                 | Tapas & Beijos | Indicada  | [ 31 ] |
| 2012 | Humor                                        | Tapas & Beijos | Indicada  | [ 32 ] |
| 2013 | Comédia                                      | Tapas & Beijos | Indicada  | [ 33 ] |
| 2014 | Melhor Atriz de série ou minissérie          | Tapas & Beijos | Venceu    | [ 34 ] |
| 2015 | Melhor Atriz de série, minissérie ou seriado | Tapas & Beijos | Indicada  | [ 35 ] |
| 2024 | Série do Ano                                 | Fim            | Indicada  | [ 36 ] |

### Nantes Three Continents Festival
| Ano  | Categoria    | Recipiente(s)              | Resultado | Ref.   |
| ---- | ------------ | -------------------------- | --------- | ------ |
| 1986 | Melhor Atriz | Com Licença, Eu Vou à Luta | Venceu    | [ 37 ] |

### North Dakota Film Society
| Ano  | Categoria    | Recipiente(s)    | Resultado | Ref.   |
| ---- | ------------ | ---------------- | --------- | ------ |
| 2025 | Melhor Atriz | Ainda Estou Aqui | Indicada  | [ 38 ] |

### Online Film Critics Society
| Ano  | Categoria    | Recipiente(s)    | Resultado | Ref.   |
| ---- | ------------ | ---------------- | --------- | ------ |
| 2025 | Melhor Atriz | Ainda Estou Aqui | Indicada  | [ 39 ] |

### OFTA Awards
| Ano  | Categoria    | Recipiente(s)    | Resultado | Ref.                 |
| ---- | ------------ | ---------------- | --------- | -------------------- |
| 2024 | Melhor Atriz | Ainda Estou Aqui | Indicada  | [ 40 ] [ 41 ] [ 42 ] |

### Prêmio ACIE de Cinema
| Ano  | Categoria    | Recipiente(s)         | Resultado | Ref.   |
| ---- | ------------ | --------------------- | --------- | ------ |
| 2004 | Melhor Atriz | Os Normais: O Filme   | Indicada  | [ 43 ] |
| 2010 | Melhor Atriz | Os Normais: O Filme 2 | Indicada  | [ 44 ] |

### Prêmio Arte Qualidade Brasil
| Ano  | Categoria                       | Recipiente(s)              | Resultado | Ref.   |
| ---- | ------------------------------- | -------------------------- | --------- | ------ |
| 2001 | Melhor Atriz de Sitcom          | Os Normais                 | Venceu    |        |
| 2002 | Melhor Atriz de Sitcom          | Os Normais                 | Venceu    |        |
| 2003 | Melhor Atriz de Humorístico     | Os Normais                 | Venceu    |        |
| 2004 | Melhor Atriz Teatral em Comédia | A Casa dos Budas Ditosos   | Venceu    |        |
| 2005 | Melhor Atriz - Rio de Janeiro   | Casa de Areia              | Venceu    |        |
| 2005 | Melhor Atriz - São Paulo        | Casa de Areia              | Indicada  |        |
| 2007 | Melhor Atriz em Cinema          | Saneamento Básico, O Filme | Indicada  |        |
| 2011 | Melhor Atriz de Humorístico     | Tapas & Beijos             | Indicada  | [ 45 ] |

### Prêmio Contigo!
| Ano  | Categoria                           | Recipiente(s)              | Resultado | Ref.   |
| ---- | ----------------------------------- | -------------------------- | --------- | ------ |
| 2003 | Melhor Atriz Cômica - Televisão     | Os Normais                 | Indicada  |        |
| 2006 | Melhor Atriz - Cinema               | Casa de Areia              | Indicada  |        |
| 2008 | Melhor Atriz - Cinema               | Saneamento Básico, O Filme | Venceu    |        |
| 2009 | Melhor Atriz Coadjuvante - Cinema   | A Mulher Invisível         | Venceu    | [ 46 ] |
| 2010 | Melhor Atriz - Cinema               | Os Normais: O Filme 2      | Indicada  | [ 47 ] |
| 2012 | Melhor Atriz em Série ou Minissérie | Tapas & Beijos             | Venceu    | [ 48 ] |
| 2013 | Melhor Atriz em Série ou Minissérie | Tapas & Beijos             | Indicada  | [ 49 ] |
| 2019 | Melhor Atriz de Série               | Filhos da Pátria           | Indicada  | [ 50 ] |

### Prêmio Exclamação
| Ano  | Categoria    | Recipiente(s)    | Resultado | Ref.   |
| ---- | ------------ | ---------------- | --------- | ------ |
| 2025 | Melhor Atriz | Ainda Estou Aqui | Venceu    | [ 51 ] |

### Prêmio F5
| Ano  | Categoria               | Recipiente(s)    | Resultado | Ref.   |
| ---- | ----------------------- | ---------------- | --------- | ------ |
| 2020 | Melhor Atriz de Humor   | Filhos da Pátria | Indicada  | [ 52 ] |
| 2024 | Melhor Atuação em Filme | Ainda Estou Aqui | Venceu    | [ 53 ] |

### Prêmio Guarani de Cinema Brasileiro
| Ano  | Categoria                | Recipiente(s)              | Resultado | Ref.   |
| ---- | ------------------------ | -------------------------- | --------- | ------ |
| 1996 | Melhor Atriz             | Terra Estrangeira          | Indicada  |        |
| 1998 | Melhor Atriz             | O Que É Isso, Companheiro  | Indicada  |        |
| 2000 | Melhor Atriz             | O Primeiro Dia             | Indicada  |        |
| 2001 | Melhor Atriz             | Gêmeas                     | Indicada  |        |
| 2005 | Melhor Roteiro Original  | Redentor                   | Venceu    | [ 54 ] |
| 2006 | Melhor Atriz             | Casa de Areia              | Indicada  | [ 55 ] |
| 2008 | Melhor Atriz             | Saneamento Básico, O Filme | Venceu    | [ 10 ] |
| 2010 | Melhor Atriz Coadjuvante | A Mulher Invisível         | Indicada  | [ 56 ] |

### Prêmio Jabuti
| Ano  | Categoria | Recipiente(s) | Resultado | Ref.   |
| ---- | --------- | ------------- | --------- | ------ |
| 2014 | Romance   | Fim           | Indicada  | [ 57 ] |

### Prêmio Mambembe
| Ano  | Categoria                | Recipiente(s) | Resultado | Ref. |
| ---- | ------------------------ | ------------- | --------- | ---- |
| 1998 | Melhor Atriz Coadjuvante | Da Gaivota    | Indicada  |      |

### Prêmio Shell
| Ano  | Categoria             | Recipiente(s)            | Resultado | Ref. |
| ---- | --------------------- | ------------------------ | --------- | ---- |
| 2003 | Melhor Atriz - Teatro | A Casa dos Budas Ditosos | Venceu    |      |

### Prêmio Quem de Televisão
| Ano  | Categoria            | Recipiente(s)   | Resultado | Ref.   |
| ---- | -------------------- | --------------- | --------- | ------ |
| 2012 | Melhor Atriz         | Tapas & Beijos  | Indicada  | [ 58 ] |
| 2016 | Melhor Apresentadora | Minha Estupidez | Indicada  |        |

### Prêmio Área VIP
| Ano  | Categoria    | Recipiente(s)    | Resultado | Ref.   |
| ---- | ------------ | ---------------- | --------- | ------ |
| 2023 | Melhor Série | Fim              | Indicada  | [ 59 ] |
| 2024 | VIP do Ano   | Ainda Estou Aqui | Venceu    | [ 60 ] |

### Puerto Rico Critics Association
| Ano  | Categoria    | Recipiente(s)    | Resultado | Ref.   |
| ---- | ------------ | ---------------- | --------- | ------ |
| 2024 | Melhor Atriz | Ainda Estou Aqui | 2° lugar  | [ 61 ] |

### Troféu Imprensa
| Ano  | Categoria    | Recipiente(s)  | Resultado | Ref. |
| ---- | ------------ | -------------- | --------- | ---- |
| 1987 | Melhor Atriz | Selva de Pedra | Indicada  |      |

### VHS Awards
| Ano  | Categoria    | Recipiente(s)    | Resultado | Ref.          |
| ---- | ------------ | ---------------- | --------- | ------------- |
| 2024 | Melhor Atriz | Ainda Estou Aqui | 3.º Lugar | [ 62 ] [ 63 ] |